# Palais de justice de Laval
Le palais de justice de Laval est un bâtiment administratif, siège du tribunal judiciaire de Laval, chef-lieu du département français de la Mayenne. Sa conception est l'œuvre de Jean-Loup Roubert. Il se trouve dans le centre-ville, sur la place Saint-Tugal.

## Histoire
À la Révolution, le palais de justice et la prison de Laval sont installés dans le château ; la prison occupant le Château Vieux médiéval et le palais de justice la galerie Renaissance du Château Neuf. Cette galerie est d'ailleurs agrandie au XIXe siècle par des pavillons et une aile en retour. À la fin des années 1990, l'ensemble est vétuste, et une cloison s'effondre en 1998. La construction d'un nouveau palais de justice est donc décidée. L'emplacement choisi, sur la place Saint-Tugal, est très proche du château. Il est occupé par un immeuble du XIXe siècle abritant la maison des associations, démoli en 2003.
Le nouveau palais de justice est inauguré en 2006 par Pascal Clément, ministre de la justice.

## Architecture
L'édifice, par des couleurs marron, grises et blanches, et des matériaux incluant le bois, le verre et la pierre, est censé s'inscrire dans le paysage du Vieux Laval, composé d'édifices en tuffeau et de maisons à pans de bois. Sa façade donnant sur la rue des Déportés intègre la grande verrière de l'ancien grand magasin « À la Ménagère », datant de 1911 et détruit en 2002. Par ailleurs, la construction du palais de justice  a permis de dégager les ruines de la collégiale Saint-Tugal, qui avait été détruite pendant la Révolution.